# Al-Aschraf (Ägypten)
Al-Malik al-Aschraf Muzaffar ad-Din Musa (arabisch الملك الأشرف مظفر الدين موسى, DMG al-Malik al-Ašraf Muẓaffar ad-Dīn Mūsā; * in Kairo; † nach Januar 1254) war der letzte Sultan von Ägypten aus der Dynastie der Ayyubiden.
Sein Vater hieß Yusuf, welcher ein Sohn von al-Mas'ud Yusuf († 1229) war, dem letzten Ayyubiden-Emir des Jemen, der wiederum ein Sohn des Sultans al-Kamil Muhammad war. Geboren wurde al-Aschraf in Kairo am Hof seines Großonkels, Sultan as-Salih Ayyub († 1249).
Als im Mai 1250 die Mamelukengarde gegen Sultan Turan Schah revoltierte und diesen ermordete, endete faktisch die Herrschaft der Ayyubiden in Ägypten. Zunächst schwang sich die ehemalige Haremssklavin Schadschar ad-Durr zur Sultana auf, die allerdings drei Monate später den Mameluk Aybak heiratete, welcher nun der regierende Sultan wurde. Aybak war allerdings nicht unumstritten. Besonders die Mameluken vom Bahri-Regiment opponierten offen gegen ihn, angeführt von den Emiren Faris ad-Din Aktay und Rukn ad-Din Baibars. Von den Bahri-Mameluken wurde Aybak schließlich im August 1250 dazu genötigt, al-Aschraf Musa als seinen Mitsultan anzuerkennen.
Al-Aschraf Musa war zu diesem Zeitpunkt noch ein Kleinkind und hatte keine tatsächliche Macht. Sein Sultanat wurde einzig auf die militärische Stärke des Emirs Aktay gestützt, welcher selbst zu einem Konkurrenten um die Herrschaft in Ägypten avancierte. Im Januar 1254 wurde Aktay auf Weisung Aybaks ermordet und das Bahri-Regiment zerschlagen, womit das Sultanat des al-Aschraf Musa endete. Er selbst wurde nicht von Aybak getötet, sondern der Überlieferung des Abu l-Fida nach wieder in den Harem gebracht. Sein weiteres Schicksal ist unbekannt.
Er ist nicht zu verwechseln mit al-Aschraf Musa (1229–1237), dem Sultan von Syrien.

## Weblink
- Sultans of Egypt (Ayubids) bei fmg.ac (englisch)

| Personendaten    | Personendaten                              |
| ---------------- | ------------------------------------------ |
| NAME             | Aschraf, al-                               |
| ALTERNATIVNAMEN  | Malik al-Aschraf Muzaffar ad-Din Musa, al- |
| KURZBESCHREIBUNG | Sultan von Ägypten                         |
| GEBURTSDATUM     | 13. Jahrhundert                            |
| GEBURTSORT       | Kairo                                      |
| STERBEDATUM      | nach Januar 1254                           |